# 郭企忠
郭企忠，字元弼，《金史》記載郭企忠是大唐汾陽郡忠武王郭子儀的後人。郭企忠是辽末降金将领，官至金吾衛上將軍。

## 传记
郭企忠幼年时，父亲就去世了，侍奉母亲孝顺恭謹。13岁时，在母丧期间，悲伤的像成人一样，守丧期满，承襲父亲的官爵，加授左散騎常侍。金朝天輔年間，大軍至雲中，遣耶律坦招撫各部。企忠前來归降。軍帥命同勾當天德軍節度使事，迁移他的部众到韓州居住。等到见了完颜阿骨打，問及郭企忠的家世，禮遇優厚，把白鷹賜给他。天會三年（1125年），伐宋，領西南各部番、漢軍队，任猛安，從破雁門，在这里驻军，加授桂州管內觀察留後，鎮代州。第二年，賊楊麻胡等在五台聚眾數千，企忠與同知州事迪里討平他们。遷升知汾州事。这時汾州刚被攻下，居民多為軍士掠去，城邑一派冷落景象。企忠到帥府竭力请求，希望允许被劫人员的亲朋将他们赎回。帥府听从了他的意见。不久，城邑恢复的就像以前一样了。石州賊閻先生率數萬人至城下，僚屬担心内部发生变乱，請求早做准备。企忠说：「吾对汾州人有德，可以担保他们没有异心。」于是率吏民守城。恰逢援军到达，合力擊破閻先生的军队。六年，改任靜江軍節度留後，遷升天德軍節度使、汴京步軍都指揮使，多次遷升至金吾衛上將軍。任期滿，代理沁州刺史。到任一年多，去世，年六十八岁。

## 家庭
- 号称为「唐朝汾陽王郭子儀的后代，郭氏自郭子儀至郭承勳，都任节度使镇守北方。唐朝末年，郭承勳归附辽国，子孫相繼為天德軍節度使，至郭昌金降為节度副使。」